# Marian Diamond (científica)
Marian Diamond (11 de noviembre de 1926 - 25 de julio de 2017) fue una científica pionera en el campo de la neurociencia, considerada una de las fundadoras de la neurociencia moderna. Ella y su equipo fueron los primeros en publicar evidencia revirtiendo la idea tradicional de que el cerebro es un órgano rígido que permanece tal cual es a lo largo de la vida, lo que ahora se conoce como neuroplasticidad. Su investigación sobre el cerebro de Albert Einstein ayudó a impulsar la revolución científica en curso para comprender el papel de las células gliales en el cerebro. Fue profesora de anatomía en la Universidad de California, Berkeley. Otra de sus investigaciones exploró las diferencias entre la corteza cerebral de ratas machos y hembras, el vínculo entre el pensamiento positivo y la salud inmunológica, y el papel de las mujeres en la ciencia.
Sus conferencias de biología integrativa de YouTube fueron el segundo curso universitario más popular del mundo en 2010.

## Biografía
Nació en Glendale, California. Es la sexta y última hija de Montague Cleeves, un médico inglés, y Rosa Marian Wamphler Cleeves, una maestra de latín de la preparatoria Berkeley.  Creció en La Crescenta y junto con sus hermanos fueron educados en la escuela de gramática de La Crescena, la secundaria Clark, y la preparatoria Glendale. Antes de ingresar a la Universidad de California, Berkeley donde obtuvo la licenciatura en biología, estudió en el colegio comunitario de Glendale.

### Vida personal
En 1950 contrajo matrimonio con Richard Martin Diamond con quien tuvo cuatro hijos: Catherine Theresa (1953), Richard Cleeves (1955), Jeff Barja (1958), y Ann (1962). Se divorció en 1979. Posteriormente, en 198 se casó con Arnold Bernard Scheibel, quien era profesor de neurociencias en UCLA.

## Carrera académica y científica
Obtuvo el grado de licenciatura en biología en 1948 por la Universidad de California en Berkeley. Después de la licenciatura, realizó una estancia de verano en la Universidad de Oslo en Noruega. A su regreso a Berkeley comenzó sus estudios de posgrado, convirtíéndose en la primera mujer en estudiar en el departamento de anatomía. Su tesis doctoral se tituló Functional Interrelationships of the Hypothalamus and the Neurohypophysis (Interrelaciones Funcionales del Hipotálamo y la Neurohipófisis), la cual fue publicada en 1953, obteniendo el grado de doctora en anatomía humana. Durante sus estudios de doctorado, comenzó a dar clases; pasión que la acompañó el resto de su vida.
Trabajó como asistente de investigación en la Universidad de Harvard de 1952 a 1953. Se convirtió en la primera mujer impartiendo clases en la Universidad de Cornell, donde de 1955 a 1958 impartió biología humana y anatomía comparativa. En 1960 regresó a Berkeley como instructora.

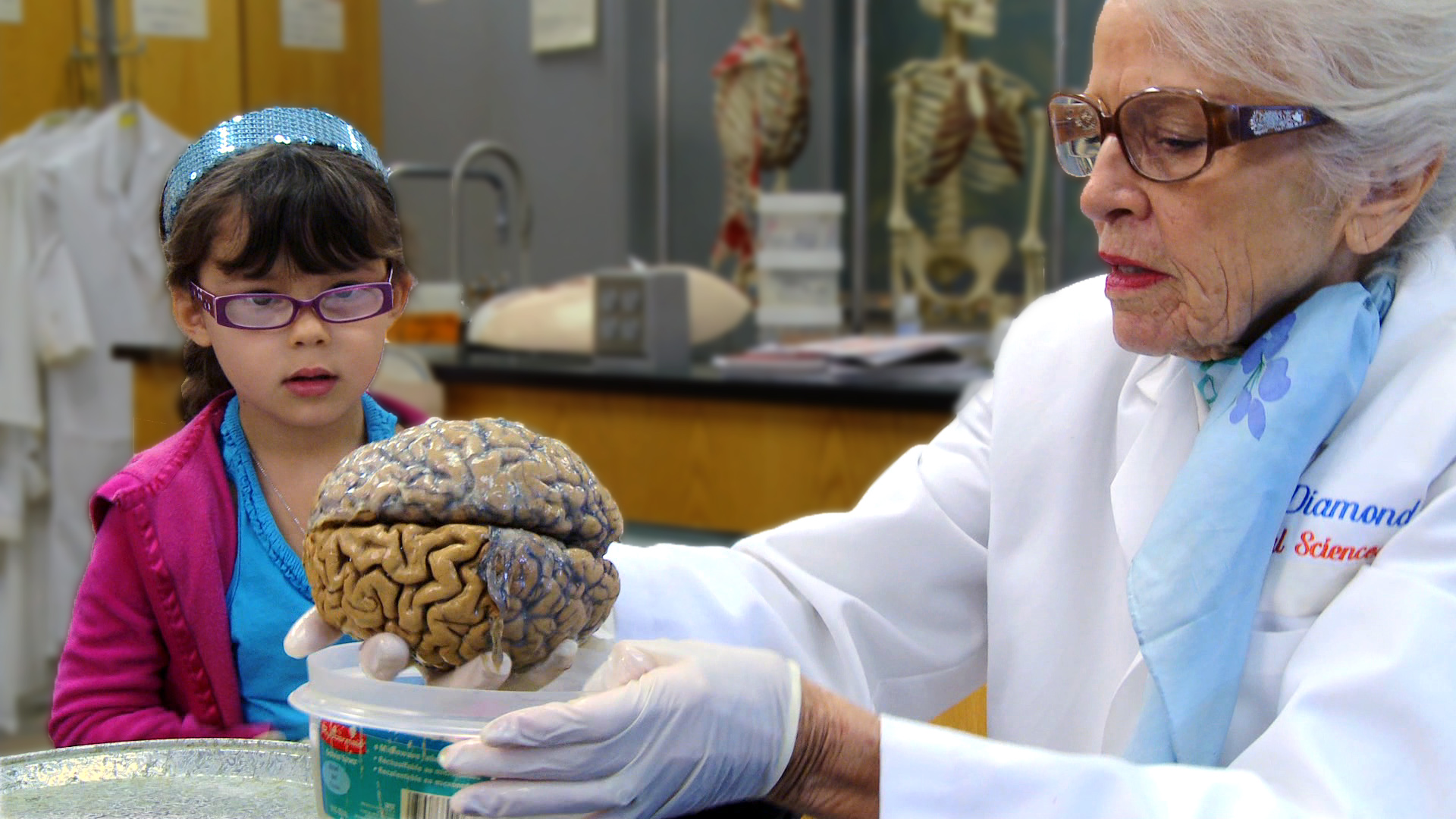
Marian Diamond en una demostración científica sobre neurociencias.

Se unió a como especialista en neuroanatomía a un grupo de investigación con los psicólogos David Krech, Mark Rosenzweig, y el químico Edward Bennett. En 1964 dicho grupo publicó la primera evidencia de plasticidad en la corteza cerebral de mamíferos. Esta información fue obtenida utilizando medidas anatómicas. En su autobiografía, ella describe que dichos resultados 
...abrieron las puertas a nuevos experimentos durante los siguientes 37 años. 
En 1965 la Universidad de California en Berkeley la invitó a unirse a su plantilla de profesores como Profesora Asistente, posteriormente fue Profesora Asociada y finalmente Profesora Emérita, título que conservó hasta su muerte en 2017. En 1984 ella y su equipo de trabajo tuvo acceso a áreas del cerebro de Albert Einstein cuyo estudio resultó en el artículo científico publicado en 1985 y titulado On the Brain of a Scientist: Albert Einstein (En el cerebro de un científico: Albert Einstein). Dicha publicación causó controversia dentro de la academia sobre el rol de las células gliales y creó un nuevo interés en la neuroglia.

### Contribuciones en el campo de neuroplasticidad
Marian fue una pionera en el área de anatomía dentro del campo de las neurociencias. Sus contribuciones han cambiado la forma en la que se conoce y ve el cerebro en la actualidad. En la década de los 60s produjo la primera evidencia científica de la neuroplasticidad anatómica. En esos tiempos el consenso científico dictaba que la naturaleza del cerebro se debía a genética y no era posible de cambiar. Marian Diamond mostró que existen componentes estructurales en la corteza cerebral que pueden ser alterados por el ambiente; esto puede suceder desde corta edad hasta la senectud. Los experimentos anatómicos iniciales con ratas jóvenes muestran u engrosamiento del 6% en la corteza cerebral en aquellas ratas que se encontraban en ambientes enriquecidos en comparación con aquellas que no lo estaban. Se demostró que una corteza enriquecida tiene una mayor capacidad de aprendizaje. Estos resultados fueron publicados en 1964 y cambiaron los paradigmas tradicionales de las neurociencias y ayudaron a la construcción de la neurociencia moderna.
Demostró que el arreglo estructural en la corteza de hombres y mujeres es significativamente distinta y que puede alterarse en ausencia de hormonas esteroideas de sexo.

### Estudios en el cerebro de Albert Einstein
A inicios de 1984, Marian Diamond recibió por parte de Thomas Stoltz Harvey cuatro bloques del cerebro preservado de Albert Einstein. Thomas Harvey era patólogo en el Hospital Princeton al momento de la muerte de Einstein y habría obtenido su cerebro durante la autopsia en 1955 y mantenido su posesión. El hecho que el cerebro de Einstein estuviese preservado en celoidina al momento en que Marian Diamond lo recibió, limitó los métodos para examinarlo.
Su equipo de trabajo fue capaz de analizar de forma exitosa el área prefrontal superior (área 9) y el área inferior parietal (área 39), asociaron las cortezas de los hemisferios derecho e izquierdo y compararon los resultados con regiones idénticas en un control de 11 cerebros humanos preservados de hombres. De acuerdo con análisis previos de los once cerebros control, su laboratorio concluyó que la corteza frontal contenía más células gliales que neuronas en comparación con la corteza parietal. Después de años de investigación, se encontró evidencia que el cerebro de ratas en ambientes enriquecidos tienen más células gliales, pero que éstas no aumentan con la edad. Junto con su equipo de trabajo, encontraron que la mayor diferencia en las cuatro áreas examinadas del cerebro de Einstein se encontraba en las células no neuronales. El cerebro de Albert Einstein tenía más células gliales por neurona en comparación con los cerebros control. La mayor diferencia se encontró en el área 39 del hemisferio izquierdo donde el incremento de células gliales por neurona era estadísticamente mucho mayor que en los controles. Se incluyeron tanto astrocitos como oligodendrocitos en estos resultados.

## Publicaciones destacadas
Durante su trayectoria científica publicó múltiples artículos y capítulos en libros, dentro de los cuales destacan:
- Mohammed, A. H., Zhu, S. W., Darmopil, S., Hjerling-Leffler, J., Ernfors, P., Winblad, B., & Bogdanovic, N., et al. (2002). Environmental enrichment and the brain. En Progress in brain research (Vol. 138, pp. 109–133). Elsevier.[16]
- Diamond, M. C. (2001). Response of the brain to enrichment. Anais da Academia Brasileira de Ciências, 73(2), 211–220.[11]
- Diamond, M. C. (1990). An optimistic view of the aging brain. En Biomedical advances in aging (pp.441–449). Springer, Boston, MA.[17]
- Diamond, M. C., Scheibel, A. B., Murphy Jr, G. M., & Harvey, T. (1985). On the brain of a scientist: Albert Einstein. Experimental neurology, 88(1), 198–204.[10]
- Globus, A., Rosenzweig, M. R., Bennett, E. L., & Diamond, M. C. (1973). Effects of differential experience on dendritic spine counts in rat cerebral cortex. Journal of comparative and physiological psychology, 82(2), 175.[18]
- Diamond, M. C., Law, F., Rhodes, H., Lindner, B., Rosenzweig, M. R., Krech, D., & Bennett, E. L. (1966). Increases in cortical depth and glia numbers in rats subjected to enriched environment. Journal of Comparative Neurology, 128(1), 117–125.[19]
- Diamond, M. C., Krech, D., & Rosenzweig, M. R. (1964). The effects of an enriched environment on the histology of the rat cerebral cortex. Journal of Comparative Neurology, 123(1), 111–119.[7]
- Bennett, E. L., Diamond, M. C., Krech, D., & Rosenzweig, M. R. (1964). Chemical and anatomical plasticity of brain. Science, 146(3644), 610–619.[8]
- Rosenzweig, M. R., Krech, D., Bennett, E. L., & Diamond, M. C. (1962). Effects of environmental complexity and training on brain chemistry and anatomy: a replication and extension. Journal of comparative and physiological psychology, 55(4), 429.[20]

### Libros
En 1985 fue co-autora del libro para colorear del cerebro titulado The Human Brain Coloring Book. Posteriormente en 1988 publicó el libro titulado Enriching heredity: The impact of the environment on the anatomy of the brain. Finalmente, en 198 fue co-autora del libro titulado Magic Trees of the Mind: How To Nurture Your Child's Intelligence, Creativity, and Healthy Emotions from Birth through Adolescence. 

## Premios y reconocimientos
Su trabajo y trayectoria científica han sido reconocidas y premiadas en varias ocasiones, entre ellas:
- Premio y medalla de oro como profesora del año en California. Otorgado por el Consejo para el Avance y Apoyo a la Educación (Washington, D.C, EUA).
- Premio de servicio distinguido. Otorgado por la Asociación de Investigación Biomédica en California.
- Reconocimiento como alumna del año. Entregado por la Asociación de Exalumnos de California.
- Presencia en el Muro de la Fama del periódico San Francisco Chronicle.
- Medalla universitaria. Universidad del Zulia (Maracaibo, Venezuela).
- Medalla de honor de oro de Brasil.
- Medalla de servicio Benjamin Ide Wheeler.
- Distinción como Mujer Académica Sénior en América. Reconocimiento entregado por la Asociación Americana de Mujeres Universitarias (1997).
- Premio Clark Kerr. Entregado por su distinguido liderazgo en la educación superior (2012).[23]
- Premio International House Berkeley a exalumnos profesores (2016).
- Premio póstumo Paola S. Timiras por su investigación en envejecimiento. Otorgado por el Centro de Investigación y Educación en Envejecimiento (2016).[24]

## Película documental

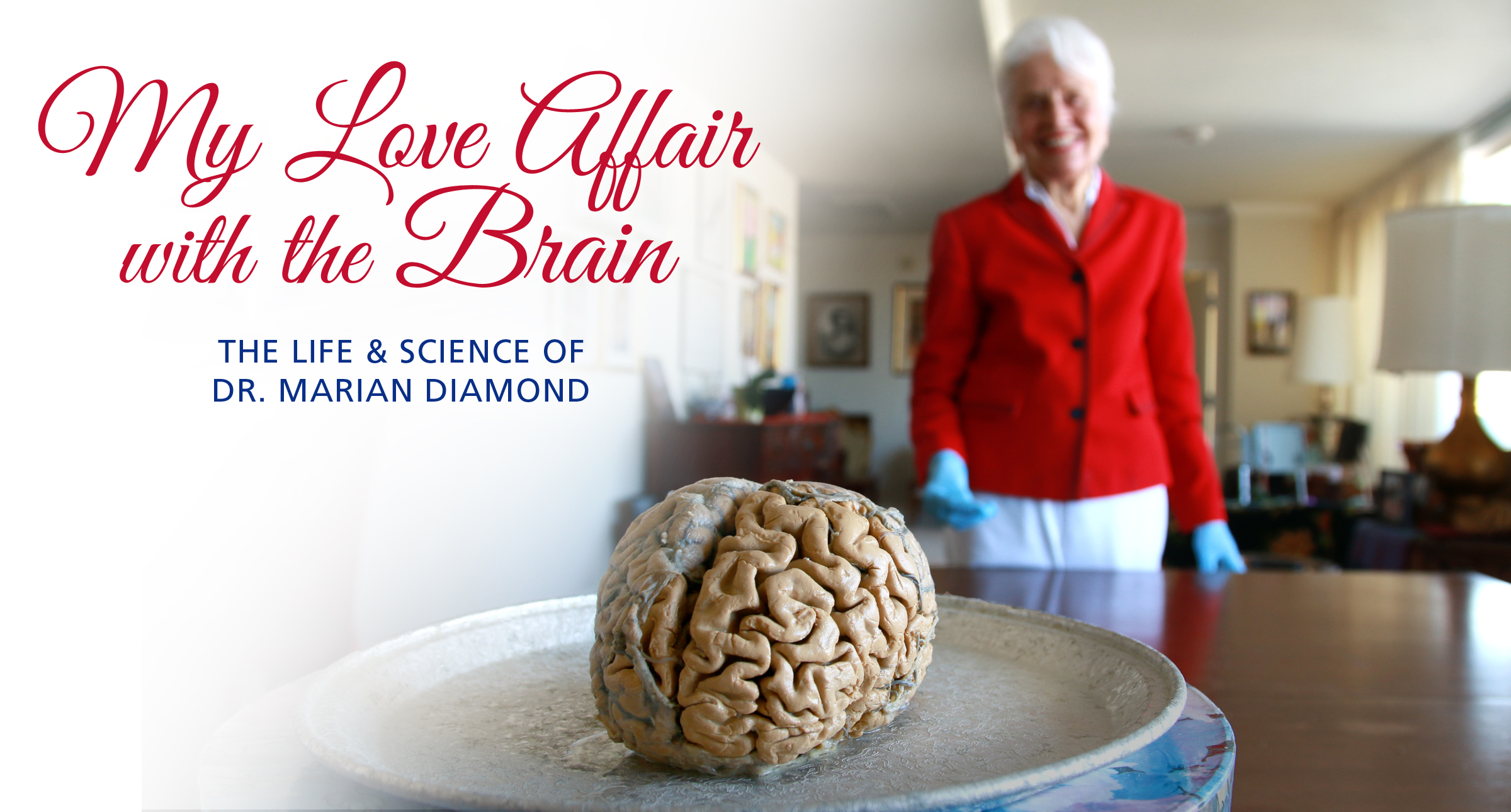
Póster del documental My Love Affair with the Brain.

En 2017 salió al aire el documental titulado My Love Affair with the Brain: The Life and Science of Dr. Marian Diamond el cual habla de la vida de Marian Diamond como mujer en la ciencia y pionera en las neurociencias. Relata también su pasión por la investigación y su amor a la enseñanza. Los productores y directores Catherine Ryan and Gary Weimberg de Luna Productions siguieron a Marian Diamond durante los últimos cinco años de su carrera científica y académica. El documental es narrado por la neurocientífica y actriz Mayim Bialik.

La escena de apertura es la clásica apertura de una clase de Marian Diamond: Abrir un sombrero floral que contiene un cerebro humano preservado el cual toma en sus manos mientras enumera uno de los muchos aforismos del cerebro:
El cerebro pesa tres libras, lo puedes sostener en una mano que concibe un universo de cientos de billones de años luz.

### Nominaciones y premios
El documental se transmitió por PBS. Fue nominado y galardonado en múltiples ocasiones.
- 2018: Nominación a los Premios Emmy al documental de ciencia y tecnología.
- 2017: Premio PRIX ADAV al mejor filme de educación del año. Premio entregado en el Festival Internacional Parisino de Filmes Científicos (Pariscience Festival International du Film Scientifque).[33]
- 2017: Galardón de oro Kavli-AAAS Science Journalism por ser el mejor documental de ciencia.[34]
- 2017: El documental se incluyó en la lista de mejores películas del año en la categoría de libros y películas de ciencia.
- 2017: Premio de la audiencia al mejor documental. Otorgado en el Festival de Filmes Durango.[35]
- 2016: Premio de la audiencia. Entregado en el Festival Internacional de Filmes Fest-RiverRun.[36]
- 2016: Premio a la mejor película. Otorgado en el Festival de Filmes de la Asociación Americana de Psicología.
- Premio al mejor documental. Otorgado en el Festival de Filmes Indigo Moon y en el Festival de Filmes High Falls en Nueva York.
- Premio del favorito de la audiencia. Entregado en el Festival de Filmes Mill Valley, California.